# Бджолоїдка чорноголова
Бджолоїдка чорноголова (Merops breweri) — вид сиворакшоподібних птахів родини бджолоїдкових (Meropidae).

## Назва
Вид названо на честь американського натураліста Томаса Майо Бревера (1814—1880).

## Поширення
Вид поширений в тропічних лісах Центральної та Західної Африки. Його ареал включає Анголу, Центральноафриканську Республіку, Республіку Конго, Демократичну Республіку Конго, Кот-д'Івуар, Габон, Гану, Нігерію та Південний Судан.

## Опис
Птах завдовжки від 25 до 28 см, виключаючи 8-сантиметровий хвостики. Барвистий птах з чорною головою, зеленою спиною, крилами та хвостом, помаранчевими грудьми та черевом, із пухкою смугою поперек нижньої частини грудей.

## Спосіб життя
Трапляється поодинці або парами. Живиться комахами. Близько половини раціону складають бджоли, оси та інші види перетинчастокрилих, решта — жуки, бабки, метелики, молі та цикади.